# Kallima limborgii
Kallima limborgii är en fjärilsart som beskrevs av Moore 1878. Kallima limborgii ingår i släktet Kallima och familjen praktfjärilar. Inga underarter finns listade i Catalogue of Life.

## Bildgalleri

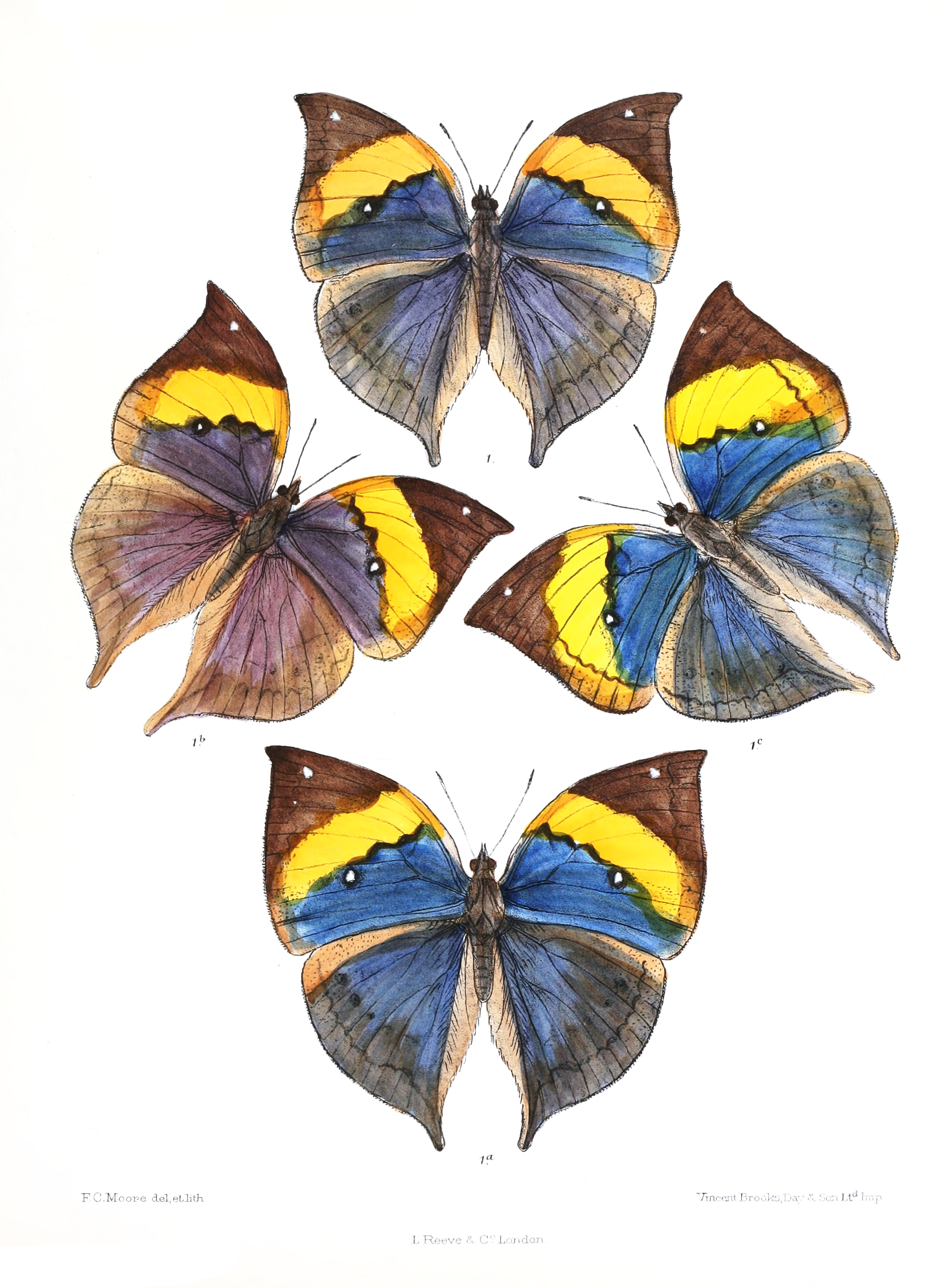